# Ampelocissus
Ampelocissus is een geslacht uit de wijnstokfamilie (Vitaceae). De soorten komen voor in (sub)tropische delen van Afrika, Azië, Centraal-Amerika en Oceanië.

## Soorten
- Ampelocissus abyssinica (Hochst. ex A.Rich.) Planch.
- Ampelocissus acapulcensis (Kunth) Planch.
- Ampelocissus acetosa (F.Muell.) Planch.
- Ampelocissus aculeata (Span.) Planch.
- Ampelocissus africana (Lour.) Merr.
- Ampelocissus amentacea Ridl.
- Ampelocissus angolensis (Baker) Planch.
- Ampelocissus arachnoidea (Hassk.) Planch.
- Ampelocissus araneosa (Dalzell) Gamble
- Ampelocissus artemisiifolia Planch.
- Ampelocissus ascendiflora Latiff
- Ampelocissus asekii J.Wen, Kiapranis & Lovave
- Ampelocissus banaensis Gagnep.
- Ampelocissus barbata (Wall.) Planch.
- Ampelocissus birii P.Singh & B.V.Shetty
- Ampelocissus bombycina (Baker) Planch.
- Ampelocissus borneensis Merr.
- Ampelocissus botryostachys Planch.
- Ampelocissus butoensis C.L.Li
- Ampelocissus capillaris (Ridl.) Merr.
- Ampelocissus cardiospermoides Planch.
- Ampelocissus celebica Suess.
- Ampelocissus changensis Craib
- Ampelocissus cinnamomea (Wall.) Planch.
- Ampelocissus complanata Latiff
- Ampelocissus concinna (Baker) Planch.
- Ampelocissus debilis Ridl.
- Ampelocissus dekindtiana Gilg
- Ampelocissus dichrothrix (Miq.) Suess.
- Ampelocissus dissecta (Baker) Planch.
- Ampelocissus divaricata (Wall. ex M.A.Lawson) Planch.
- Ampelocissus dolichobotrys Quisumb. & Merr.
- Ampelocissus edulis (De Wild.) Gilg & M.Brandt
- Ampelocissus elegans Gagnep.
- Ampelocissus elephantina Planch.
- Ampelocissus erdvendbergiana Planch.
- Ampelocissus filipes Planch.
- Ampelocissus floccosa (Ridl.) Galet
- Ampelocissus frutescens Jackes
- Ampelocissus gardineri (F.M.Bailey) Jackes
- Ampelocissus gracilipes Stapf
- Ampelocissus gracilis (Wall.) Planch.
- Ampelocissus harmandii Planch.
- Ampelocissus helferi (M.A.Lawson) Planch.
- Ampelocissus hoabinhensis C.L.Li
- Ampelocissus humulifolia Gagnep.
- Ampelocissus imperialis (Miq.) Planch.
- Ampelocissus indica (L.) Planch.
- Ampelocissus iomalla Gilg & M.Brandt
- Ampelocissus javalensis (Seem.) W.D.Stevens & A.Pool
- Ampelocissus korthalsii Planch.
- Ampelocissus latifolia (Roxb.) Planch.
- Ampelocissus leonensis (Hook.f.) Planch.
- Ampelocissus leptotricha Diels
- Ampelocissus lowii (Hook.f.) Planch.
- Ampelocissus macrocirrha Gilg & M.Brandt
- Ampelocissus madulidii Latiff
- Ampelocissus martini Planch.
- Ampelocissus mesoamericana Lombardi
- Ampelocissus mottleyi (Hook.f.) Planch.
- Ampelocissus muelleriana Planch.
- Ampelocissus multifoliola Merr.
- Ampelocissus multiloba Gilg & M.Brandt
- Ampelocissus multistriata (Baker) Planch.
- Ampelocissus nitida (M.A.Lawson) Planch.
- Ampelocissus obtusata (Welw. ex Baker) Planch.
- Ampelocissus ochracea (Teijsm. & Binn.) Merr.
- Ampelocissus pauciflora Merr.
- Ampelocissus pedicellata Merr.
- Ampelocissus phoenicantha Alston
- Ampelocissus poggei Gilg & M.Brandt
- Ampelocissus polita (Miq.) Pelser
- Ampelocissus polystachya (Wall. ex M.A.Lawson) Planch.
- Ampelocissus polythyrsa (Miq.) Gagnep.
- Ampelocissus pterisanthella (Ridl.) Merr.
- Ampelocissus racemifera (Jack) Planch.
- Ampelocissus robinsonii Planch.
- Ampelocissus rubiginosa Lauterb.
- Ampelocissus rubriflora Gagnep.
- Ampelocissus rugosa (Wall.) Planch.
- Ampelocissus sapinii (De Wild.) Gilg & M.Brandt
- Ampelocissus sarcocephala (Schweinf. ex Oliv.) Planch.
- Ampelocissus schimperiana (Hochst. ex A.Rich.) Planch.
- Ampelocissus sikkimensis (M.A.Lawson) Planch.
- Ampelocissus tenuis Merr.
- Ampelocissus thyrsiflora (Blume) Planch.
- Ampelocissus tomentosa (Roth) Planch.
- Ampelocissus trichoclada Quisumb. & Merr.
- Ampelocissus verschuerenii De Wild.
- Ampelocissus wightiana B.V.Shetty & Par.Singh
- Ampelocissus winkleri Lauterb.
- Ampelocissus xizangensis C.L.Li

... · 
Ampelocissus · 
Ampelopsis · 
Cissus · 
Parthenocissus (Wilde wingerd) · 
Rhoicissus · 
Tetrastigma · 
Vitis · 
...